# 엘 (밴드)
《Aile》은 대한민국의 혼성 5인조 록 인디 밴드이다. 엘(Aile)은 2008년 12월에 결성된 이후, 2009년 5월 홍익대학교 근처를 기점으로 공연을 시작했다. 그리고 2009년 7월31일 첫 미니앨범이 발매된 후 일주일뒤에 싸이언 아레나 광고에 삽입곡으로 'Aile is the special' 이 삽입되었다.

## 밴드 구성원
- 해인 (Hayn) - 기타, 작사, 작곡, 편곡, 리더, 보컬
- 윤박사 (DR.Yun) - 베이스
- 고은 (Go Eun) - 건반
- 주헌 (Joo Hun) - 드럼
- 아이린(Irin) - 보컬

### 밴드 탈퇴 멤버
- 레이 (Ray) - 보컬

## 음반

### 정규
- 《Emotion》 2011년 4월 11일

Magic Candle, Emotion, Bye Bye Bye, 구해줘, 그러니까 헤어져, 사실은 울고 싶었어, Baby Baby, Time To Say Goodbye, Come Back 2 Me, Happiness, 지금 여기 있는 나

### EP
- 《Aile The Special》 2009년 7월 31일

Aile is the special, love mode, because of U, comeback 2 me, because of you (inst), lovemode (inst)

### 싱글
- 《Magic Candle》 2010년 6월 30일
- 《사실은 울고 싶었어》 2010년 12월 1일

## 정규앨범
- Emotion 2011년 4월8일

## 외주 작업
- 《Aile The Special》 LG 싸이언 아레나폰 광고삽입곡